# 科尔戈 (葡萄牙堂区)
科尔戈是葡萄牙布拉加区的一个堂区，靠近科尔戈河，总面积2.91平方公里，总人口324人，人口密度111.3人/平方公里。